# Luca Notara
Luca Notara (n. 5 aprilie 1402, Monemvasia, Peloponez, Grecia de Vest și Insulele Ionice⁠(d), Grecia – d. 3 iunie 1453, Constantinopol, Imperiul Otoman) a fost ultimul mare duce al Imperiului Roman de Est. Conform surselor păstrate, a fost executat la scurt timp după Căderea Constantinopolelui, întrucât a refuzat să își trimită fiul în haremul sultanului otoman Mahomed al II-lea. 

## Biografie
Luca Notara, un membru al familiei Notara, provenea dintr-o familie de origine greacă din Monemvasia. Conform surselor care au supraviețuit, cel mai vechi strămoș identificat al său a fost un anume sebastos Paul, care în anul 1270 a capturat insula Kythera de la venețieni în numele împăratului Mihail al VIII-lea Paleologul. De-a lungul deceniilor următoare, au putut fi identificați și alți membri ai familiei Notara.  
În jurul jumătății secolului al XIV-lea, o ramură a familiei s-a stabilit la Constantinopol, unde și-au câștigat o poziție proeminentă atât în plan politic, cât și social. Acest lucru s-a datorat susținerii acordate lui Andronic al IV-lea Paleologul, care s-a răzvrătit împotriva tatălui său, Ioan al V-lea Paleologul, și ulterior, după moartea lui Andronic, susținerii acordate fiului său, Ioan al VII-lea Paleologul.
Tatăl lui Luca Notara, Nicholas Notara, era un negustor bogat din Galata. El a fost trimis în Italia, Franța și Anglia ca reprezentant al împăratului Manuel al II-lea Paleologul. Nicholas Notara a deținut cetățenia Genovei și Veneției. Mama lui Luca, numită Euprepeia, nu se cunosc prea multe informații despre ea în afara faptului că a decedat înainte de anul 1412 și a fost înmormântată în Mănăstirea Xanthopoulon din Constantinopol.
Luca avea cel puțin un frate pe nume Ioan, care a deținut funcția de epi tes trapeze. În timpul asediului Constantinopolului din 1411, Ioan a fost capturat într-o încăierare și ulterior decapitat. Nicolae, tatăl lor, a răscumpărat capul fiului său și l-a îngropat împreună cu restul rămășițelor sale într-o înmormântare publică.
În anul 1424, Luca Notara a jucat un rol semnificativ în negocierile diplomatice dintre împăratul Ioan al VII-lea Paleologul și sultanul Murad al II-lea al Imperiului Otoman. Împreună cu Manuel Melachrenos și George Sphrantzes, el a fost unul dintre cei trei emisari desemnați să negocieze un tratat de prietenie între cele două puteri la sfârșitul perioadei cunoscute sub numele de Interregnul otoman.
Importanța lui Luca Notara în calitate de funcționar imperial se evidențiază și prin prezența sa la ceremonia de căsătorie dintre Constantin al XI-lea Paleologul, viitorul împărat al Imperiului Bizantin, și Caterina Gattilusio. Această uniune maritală a avut loc la data de 27 iulie 1441.

### Căderea Constantinopolului
În timpul asediului Constantinopolului din 1453, Luca Notara a fost responsabil cu conducerea trupelor de-a lungul zidului de nord-vest. Există relatări contradictorii cu privire la participarea sa la asediu. Unele surse susțin că el ar fi dezertat de la poziția sa după ce steagul otoman a fost înălțat pe turnul de deasupra Kerkoporta, însă aceste informații nu sunt confirmate și pot fi considerate ca fiind calomnioase și motivate politic. În orice caz, este cunoscut faptul că Notara a luptat pentru a apăra Zidul Mării - care reprezenta principala poartă de intrare pentru atacurile anterioare de succes împotriva orașului - împotriva armatei otomane. Cu toate acestea, odată cu spargerea zidurilor terestre ale orașului, eforturile sale au devenit inutile în fața forței copleșitoare a invadatorilor turci.

### Moartea
Luca Notara, soția și fiul lor au fost capturați de forțele otomane în timpul căderii Constantinopolului. Inițial, li s-a oferit clemență în numele restabilirii ordinii și în schimbul unei mari părți din avere, pe care Luca a avut bunul simț să o investească în străinătate, la Veneția, sub formă de zestre pentru copiii săi.
Cu toate acestea, în ciuda acordului inițial, Notara și familia sa au fost executați la scurt timp după aceea. Motivele exacte pentru această execuție rămân incerte. Este posibil ca sultanul să se fi răzgândit în privința înțelepciunii de a permite unui nobil cu legături strânse cu Vaticanul și Veneția să supraviețuiască în contextul înfrângerii Constantinopolului. Potrivit lui Edward Gibbon, este posibil ca Notara să fi fost implicat într-o intrigă politică care l-a pus într-o poziție periculoasă și i-a adus condamnarea la moarte.

## Familia
Văduva lui Luca Notara, aflată pe patul de boală în timpul asaltului final al otomanilor asupra Constantinopolului, a suferit o soartă tragică. Ea a murit ca sclavă pe drumul spre Adrianopol, fosta capitală otomană, și a fost înmormântată în apropierea satului Mesene.
Fiica lui Luca Notara, Anna, a devenit un punct central al comunității bizantine expatriate din Veneția. Alte două fiice ale sale, Helena Notara și Theodora Notara, au supraviețuit și ele căderii Constantinopolului și s-au alăturat surorii lor în exil. Helena Notara, care ulterior și-a luat numele monahal de Eufrosyne, s-a căsătorit cu moștenitorul lui Ainos, Giorgio Gattilusio, în anul 1444.